# Riksväg 32
Der Riksväg 32 ist eine schwedische Fernverkehrsstraße in Jönköpings län und Östergötlands län.

## Verlauf
Die Straße zweigt in Björkeryd 11 km nördlich von Vetlanda von den gemeinsam verlaufenden Straßen Riksväg 31 und Riksväg 47 ab und führt in nördlicher Richtung über Eksjö, wo sie den Riksväg 40 kreuzt, an Aneby östlich vorbei und über Tranås und Boxholm nach Mjölby an den Europaväg 4.
Die Länge der Straße beträgt rund 100 km.

## Geschichte
Die Straße trägt ihre derzeitige Nummer seit dem Jahr 1962. Im Jahr 2013 erhielt der Abschnitt von Mjölby nach Motala die Nummer Riksväg 50.